# Dubeč
Pour les articles homonymes, voir Dubec.
Dubeč (en allemand Groß Dubetsch) est un quartier pragois situé dans l'est de la capitale tchèque, appartenant à l'arrondissement de Prague 10, d'une superficie de 860,0 hectares est un quartier de Prague. En 2018, la population était de 3 911 habitants.
La première mention écrite de Dubeč date du 1088. La ville est devenue une partie de Prague en 1974.